# Rohan Blizard
Rohan Blizard (20 mei 1984) is een golfprofessional uit New South Wales waar hij verbonden is aan de New South Wales Golf Club.

## Amateur
Als amateur zat Blizard in het nationale golfteam van Australië. In 2007 won hij het Australisch Amateur, dat op zijn thuisbaan werd gespeeld. In de finale won hij met 3&2 van Justin Roach.
Hij won onder meer:
- 2007: Australisch Amateur, SBS Invitational, Tasmanian Open
- 2008: East of Scotland Open Amateur

## Professional
Blizard werd eind-2008 professional. Hij ging naar de Tourschool van de Aziatische PGA Tour, eindigde daar als 40e en kreeg speelrecht voor 2009. Op de Order of Merit eindigde hij op de 100e plaats zodat hij in 2010 maar een paar toernooien kon spelen. Hij won de John Hughes Geely Nexus Risk Services Western Australia Open Championship (-10) in de Australaziatische Tour in 2011.